# Shuiyin (sockenhuvudort i Kina, Hunan Sheng, lat 28,58, long 109,64)
Shuiyin (kinesiska: 水银, 水银乡) är en sockenhuvudort i Kina. Den ligger i provinsen Hunan, i den södra delen av landet, omkring 330 kilometer väster om provinshuvudstaden Changsha. Antalet invånare är 8 083. Befolkningen består av 3 899 kvinnor och 4 184 män. Barn under 15 år utgör 17,0 %, vuxna 15-64 år 70 %, och äldre över 65 år 11,0 %.
Runt Shuiyin är det ganska tätbefolkat, med 139 invånare per kvadratkilometer. Närmaste större samhälle är Qianling, 15,1 km norr om Shuiyin. I omgivningarna runt Shuiyin växer huvudsakligen savannskog.
Genomsnittlig årsnederbörd är 1 790 millimeter. Den regnigaste månaden är maj, med i genomsnitt 312 mm nederbörd, och den torraste är december, med 28 mm nederbörd.